# Unternehmensforschung (Zeitschrift)
Die Zeitschrift Unternehmensforschung: Zeitschrift für die Anwendung quantitativer Methoden und neuer Techniken in der Wirtschaftsführung und praktischen Forschung, häufig nur kurz Unternehmensforschung,  ist eine wissenschaftliche Fachzeitschrift, die einem Gebiet gewidmet ist, das später auch im deutschen Sprachraum überwiegend als Operations Research bezeichnet wurde. 
Sie erschien von 1956 bis 1971. 

## Geschichte
Die Zeitschrift Unternehmensforschung,  auch Unternehmensforschung – Operations Research, wurde 1956 von Adolf Adam gegründet und zunächst zusammen mit Slawtscho Sagoroff herausgegeben. Als 1961 die Deutschen Gesellschaft für Unternehmensforschung (DGU) gegründet wurde, beschloss diese, „die Zeitschrift ‚Unternehmensforschung‘ als Gesellschaftsorgan gemeinsam mit der Österreichischen Fachgruppe für Unternehmensforschung und der Schweizerischen Vereinigung für Operations Research auszubauen.“ Im Jahr 1972 fusionierten die DGU und der Arbeitskreis Operational Research (AKOR) zur Deutschen Gesellschaft für Operations Research (DGOR). 
In Zusammenhang mit dieser Fusion wurden die beiden Zeitschriften Unternehmensforschung und Ablauf- und Planungsforschung zur Zeitschrift für Operations-Research zusammengelegt. 
Diese führte die Bandzählung der Zeitschrift Unternehmensforschung fort und erschien daher im Jahr 1972 mit Band 16. Sie erschien unter dem Namen Zeitschrift für Operations-Research von 1972 bis 1987. Im Zusammenhang mit dem Übergang auf die Publikation auch englischsprachiger Beiträge führte sie von 1988 bis 1995 den Namen ZOR – Methods and Models of Operations Research und wurde ab 1996 durch die Mathematical Methods of Operations Research fortgesetzt.